# Газопереробний завод Мензел-Леджме
Газопереробний завод Мензел-Леджме – інфраструктурний об’єкт нафтогазової промисловості Алжиру.
Завод ввели в дію у 2013 році для роботи з продукцією газоконденсатного родовища Мензел-Леджме-Схід та нафтогазового родовища Central Area Field Complex. Він має потужність по прийому на рівні 10 млн м3 на добу та здійснює осушку, вилучення сірководню та відбір конденсату і зрідженого нафтового газу (ЗНГ, пропан-бутанова фракція). Проектна потужність заводу становить 9 млн м3 товарного газу, 15 тисяч барелів конденсату та 12 тисяч барелів ЗНГ на добу.
Видача продукції відбувається по трубопровідній системі Мензел-Леджме-Схід – Гассі-Туїл.
В 2020 завершили газопровід Бір-Ребаа-Північ – Мензел-Леджме, який подає додатковий ресурс для газопереробного заводу.